# Carnifex de Minton
Micrastur mintoni
Espèce
Statut de conservation UICN

 LC  : Préoccupation mineure
Le Carnifex de Minton (Micrastur mintoni) est une espèce d'oiseaux de la famille des Falconidae.

## Répartition
Cette espèce vit au Brésil et en Bolivie.